# ثيودورا الثالثة
ثيودورا (984 – سبيتمبر 1056) هي إمبراطورة بيزنطية من السلالة المقدونية التي حكمت الإمبراطورية البيزنطية لنحو مائتي عام، حكمت بالمشاركة مع أختها زوي لشهرين عام 1042، ثم بمفردها من 11 يناير 1055 إلى 31 أغسطس 1056. كانت ثيودورا آخر حكام السلالة المقدونية. بعد وفاتها شهدت الإمبراطورية فترة من القلاقل حتى تنصيب ألكسيوس الأول كومنينوس عام 1081.

## وصلات خارجية
- Theodora coinage